# 鶴子まんじゅう
鶴子まんじゅう（つるこまんじゅう）は、青森県八戸市の黒砂糖やこしあんを使った饅頭である。

## 概要
八戸市の伝統的な土産菓子として知られ、黒砂糖を使用した皮でこしあんを包んで焼き上げ、白い落雁粉をまぶした焼き饅頭である。
考案者であり萬榮堂の創業者だった松田萬次郎が見た櫛引八幡宮に舞い降りる大きな鶴の夢、得意先の小学校の先生が「つる」という名前だったことが、その名の由来とされている。
鶴子まんじゅうのこしあんは他の菓子と比べ水分が少なく、ほとんど乾燥したような独特の感触があるのが特徴である。
萬榮堂では、包餡作業以外は全て手作りで行っている（機械化も検討されたが、「味が変わってしまう」という理由で却下された）。

## 歴史
江戸時代中期から幕末にかけて作られるようになった粗糖の菓子に、小麦粉と黒砂糖を饅頭状に固め、水飴や蜜などを塗って白い粉をまぶした、あんを入れない鶴子まんじゅうの原型のようなものが生まれており、あんを入れて商品化した最初が八幡宮門前の菓子舗であったとする説がある。
- 1921年（大正10年） - 櫛引八幡宮西口に萬榮堂が創業
- 1998年（平成10年） - 第23回全国菓子大博覧会内閣総理大臣賞を受賞
- 2004年（平成16年） - 2代目の松田萬吉が現代の名工を受賞（鶴子まんじゅうの改良等の功績）[6]